# Erica Necci
Erica Yoko Necci (Roma, 14 novembre 1990) è una doppiatrice italiana.

## Biografia
È nota soprattutto per aver prestato voce a Bonnie Wright nel ruolo di Ginny Weasley nella serie di Harry Potter e al personaggio di Ahsoka Tano in Star Wars: The Clone Wars e in Star Wars Rebels.
Ha prestato la voce a Shailene Woodley nelle serie televisive Big Little Lies - Piccole grandi bugie e La vita segreta di una teenager americana, a Dakota Fanning nella saga di Twilight, a Letitia Wright nel ruolo di Shuri nei film del Marvel Cinematic Universe e in Assassinio sul Nilo, a Zazie Beetz nei film Deadpool 2 e Joker, a Gina Rodriguez nella serie TV Jane the Virgin e a Asma Abulyazeid nella serie TV Miss Farah e a Daniela Melchior in The Suicide Squad - Missione suicida.

## Doppiaggio

### Film
- Bonnie Wright in Harry Potter e la pietra filosofale, Harry Potter e la camera dei segreti, Harry Potter e il prigioniero di Azkaban, Harry Potter e il calice di fuoco, Harry Potter e l'Ordine della Fenice, Harry Potter e il principe mezzosangue, Harry Potter e i Doni della Morte - Parte 1, Harry Potter e i Doni della Morte - Parte 2
- Dakota Fanning in Le ragazze dei quartieri alti, La guerra dei mondi, La tela di Carlotta, Push, The Twilight Saga: New Moon, The Twilight Saga: Eclipse, The Twilight Saga: Breaking Dawn - Parte 2, Now Is Good, Effie Gray - Storia di uno scandalo
- Saoirse Ronan in Ember - Il mistero della città di luce, Houdini - L'ultimo mago, Amabili resti, The Host, Grand Budapest Hotel, Brooklyn, The French Dispatch, Omicidio nel West End
- Zazie Beetz in Deadpool 2, Wounds, Joker, The Harder They Fall, Bullet Train, Joker: Folie à Deux
- Jodelle Ferland in Silent Hill, I bambini di Cold Rock
- Liana Liberato in Trespass, Stuck in Love
- Letitia Wright in Black Panther, Avengers: Infinity War, Assassinio sul Nilo, Black Panther: Wakanda Forever
- Selena Gomez in Comportamenti molto... cattivi, Un giorno di pioggia a New York, Emilia Pérez
- Daniela Melchior in The Suicide Squad - Missione suicida
- Ariana DeBose in West Side Story, Colpi d'amore
- Ivana Baquero in Il labirinto del fauno, The New Daughter
- Stacy Martin in Nymphomaniac, The Night House - La casa oscura
- Jella Haase in Fuck you, prof!, Fuck you, prof! 2
- Becky G in Power Rangers, Blue Beetle
- Peggy Nesbitt in Lo Hobbit - La desolazione di Smaug, Lo Hobbit - La battaglia delle cinque armate
- Lupita Nyong'o in 12 anni schiavo, A Quiet Place - Giorno 1
- AnnaSophia Robb in La fabbrica di cioccolato
- Emilia Clarke in Io prima di te
- Mae Whitman in L'A.S.S.O. nella manica
- Claudia Kim in Animali fantastici - I crimini di Grindelwald
- Dominique Fishback in Judas and the Black Messiah
- Emma Roberts in Hotel Bau
- Caitlin Carver in Tonya
- Lily Collins in The Blind Side
- Hannah John-Kamen in Tomb Raider
- Jessica Henwick in Underwater
- Conchita Campbell in Scary Movie 4
- Amy Schumer in Un disastro di ragazza
- Dylan e Cole Sprouse in Big Daddy - Un papà speciale
- Dixie Cornell in Sognando l'Africa
- Tessa Allen in Via dall'incubo
- Jenna Boyd in The Missing
- Tessa Ía in The Burning Plain - Il confine della solitudine
- Gabby Soleil in Johnson Family Vacation
- Denisa Vokurkova in I fratelli Grimm e l'incantevole strega
- Miranda Cosgrove in School of Rock
- Alice Belaidi in 11 donne a Parigi
- Jennifer Connelly in Spider-Man: Homecoming[1]
- Daveigh Chase in Donnie Darko
- Kiernan Shipka in Let It Snow - Innamorarsi sotto la neve
- Kriti Sanon in Heropanti, Dilwale
- Ashley Eckstein in Star Wars - L'ascesa di Skywalker
- Eiza González in Paradise Hills
- Shaunette Renée Wilson in Indiana Jones e il quadrante del destino
- B. K. Cannon in Road House
- Marcenae Linette in L'esorcismo - Ultimo atto
- Felicia Maxime in Una parte di te
- Shuang Hu in Cinque appuntamenti al buio
- Sara Osi Scott ne I ragazzi della Nickel
- Taylour Paige in Brothers
- Julia Fox ne La notte arriva sempre

### Film d'animazione
- Amica di Suri n. 1 in Dinosauri
- Tipo in Le follie dell'imperatore, Le follie di Kronk
- Kelly e Katerina in Barbie Raperonzolo, Barbie - Lago dei cigni
- Chihiro in La città incantata
- Darla in Alla ricerca di Nemo
- Iki in I Magicanti e i tre elementi
- Ahsoka Tano in Star Wars: The Clone Wars
- Gylfie in Il regno di Ga'Hoole - La leggenda dei guardiani
- Talia in Justin e i cavalieri valorosi
- Catie in The Dark Side of the Sun
- Eva in I pinguini di Madagascar
- Alba in Strange Magic
- Bocciolina in I Puffi - Viaggio nella foresta segreta
- Sofia in Barbie principessa dell'isola perduta
- Greenwood in Next Gen
- Momo in Momo alla conquista del tempo
- Rikako Mutou in Si sente il mare
- Dottie in Estinti... o quasi
- Jessica Cruz / Lanterna Verde in DC League of Super-Pets
- Shuri in Operazione Shuri
- Annunciatrice di hockey in Inside Out 2

### Serie televisive
- Ashley Park in Tales of the City, Only Murders in the Building
- Jessica Henwick in Iron Fist, The Defenders, Luke Cage
- Shailene Woodley in La vita segreta di una teenager americana, Big Little Lies - Piccole grandi bugie
- Gina Rodriguez in Jane the Virgin
- Asmaa Abulyazeid in Miss Farah
- Sophie Rundle in  Peaky Blinders
- Melonie Diaz in Streghe
- Elizabeth Gillies in Dynasty
- Dakota Fanning in L'alienista, Ripley
- Keke Palmer in Scream Queens
- Karla Crome in Carnival Row
- Jadyn Wong in Scorpion
- Aja Naomi King in Le regole del delitto perfetto
- Indya Moore in Pose
- Yany Prado in Sky Rojo
- Ivana Baquero in The Shannara Chronicles
- Hannah John-Kamen in Killjoys
- Olivia Macklin in LA to Vegas
- Jackie Cruz in Orange Is the New Black
- Isabella Gómez in Giorno per giorno
- Alanna Masterson in The Walking Dead
- Katie Findlay in The Carrie Diaries
- Magda Apanowicz in Kyle XY
- Demi Lovato in Glee
- Marie Avgeropoulos in The Inbetweeners - Quasi maturi
- Violett Beane in The Flash
- Alessandra Torresani in The Big Bang Theory
- Zosia Mamet in Girls, L'assistente di volo - The Flight Attendant
- Özge Özacar in Come sorelle e Dreams and Realities - La forza dei sogni
- Samantha Wan in Private Eyes
- Frankie Shaw in Mr. Robot
- Zuri Reed in Il mistero dei Templari - La serie
- Lee Yoo-young in Dr. Brain
- Maitreyi Ramakrishnan in Non ho mai...
- Ariana DeBose in Westworld - Dove tutto è concesso
- Sierra Aylina McClain in Empire
- Maria Ehrich in Squadra Speciale Stoccarda
- Aoife Hinds in Dune: Prophecy

### Soap opera e telenovelas
- Reign Edwards in Beautiful
- Sol Moreno in Soy Luna

### Serie animate
- Ahsoka Tano in Star Wars:The Clone Wars, Star Wars Rebels, Star Wars: Forces of Destiny
- Sarah Kingsbury in Rekkit Rabbit
- Tibo in A scuola con l'imperatore
- Pascal Herrera da bambino in Holly & Benji Forever
- Mayu in Inuyasha
- Miyuki in Garouden: The Way of the Lone Wolf
- Mary in A tutto reality presenta: Missione Cosmo Ridicola
- Sashi Kobayashi in Penn Zero: Eroe Part-Time
- Terra in Teen Titans Go!, Teen Titans (guest 5ª stagione)
- Wonder Girl in Young Justice
- Claudia in Il principe dei draghi
- Moon Tobin in The Great North
- Hira in Dragon Age: Absolution
- Bocciolina in I Puffi
- Shuri in Avengers Assemble, Marvel Super Heroes Adventures, What If...?
- Dead Master in Black Rock Shooter: Dawn Fall
- Tessa James Elliott in Murder Drones
- Stocking in New Panty & Stocking with Garterbelt

### Videogiochi
- Ahsoka Tano in Disney Infinity 3.0 (2015)[2]